# アニメ530
アニメ530（アニメごーさんまる）は、テレビ東京系列（TXN）の平日（月曜日 - 金曜日）17時30分 - 18時30分（夕方）にて放送されていたアニメ番組枠の総称。
この名称が公に用いられたのは2006年4月から2006年9月までの半年間だけでそれ以降は使われていないが、枠自体は2014年3月まで継続した。
キャッチコピーは「530はアニメの時間」。

## 枠全体の概要
テレビ東京は、古くから現在に至るまでアニメ番組を主力コンテンツとして放送している放送局であるが、少子化などの影響により主なターゲットである幼稚園児から小・中学生の視聴者離れを食い止める一環として、2006年4月期の改編で18時台に2本編成していたアニメ番組を30分前倒しし、17時30分から18時30分までの時間帯にスライドした。このときに命名された放送枠の名称が『アニメ530』である。
しかし、この名称が公に用いられることは少なく、2006年9月までテレビ東京のアニメ番組ポータルサイト『あにてれ』や番宣番組、およびキャンペーンなどで使用されていた。『あにてれ』内にある『アニメ530』のページは、2006年10月以降は更新が行われていない。
なお、空いた18:30枠には『スキバラ』と題した吉本興業が制作に参加するバラエティ番組が日替わりで2009年3月まで放送された後、2009年4月から2013年3月まで帯番組の『ピラメキーノ』が放送された。2013年4月以降は、当番組が5分番組に縮小して、朝6時40分から6時45分枠に移動した後、水曜と木曜以外は19時00分から放送されている番組が18時30分から放送に放送時間を拡大した。
また、テレビ東京以外の局ではローカルニュース番組を17時台後半に放送していたが、2011年9月までは『NEWS FINE』の途中で飛び降りてローカルニュース枠に充てていた（飛び降りる時間は局ごとに少しずつ違いがある。また、『速ホゥ!』では扱いがやや異なっていた）。
従来と同様に、年末年始に限り放送日時が変更される番組が数本ずつあった（これは当番組枠以外の作品でも同様）。また、一度だけ突発的に放送時間が変更されたケースもある。
2014年4月期の改編で、平日17:20 - 17:50枠に『別冊主治医が見つかる診療所 健康スイッチ』の放送開始により、本枠と同じ時間帯で放送されていたバラエティ枠（『バラエティ530』）と共に終了。約8年間の歴史に幕を降ろした。その後、平日のアニメ・特撮枠は、水曜日の17時30分枠で放送されていた『新ウルトラマン列伝』（2014年4月以降は火曜18時00分枠に移動）を含めて18時00分から19時00分までの時間帯へ再びスライドされることとなった。

## 放送枠別の概要

### 第1部（17時30分 - 18時00分）
枠終了まで既存の作品の再放送が多く、新作として放送された番組は少なかった。一部の曜日ではドラマ（主に海外ドラマ）や特撮番組の枠としていた時期もある。『あにゃまる探偵 キルミンずぅ』や『ウルトラギャラクシー大怪獣バトル』（特撮番組）のようにテレビ東京自身が直接制作に関与しないという同局で放送される多くの深夜作品と同じ方式で放送された作品も存在する。
また、深夜アニメとして制作・放送された作品が本枠で再放送されるケースも散見されており、2008年7月期に放送された『夏目友人帳』（第1期）はその最初のケースで、翌年4月期の月曜枠にて全国ネットでの再放送が行われた他、2011年には同じく本放送が深夜だった『神のみぞ知るセカイ』（第1期）や『ケロロ軍曹乙』（いずれも火曜枠）の再放送が行われた。

#### 番組開始から終了まで
開始当初（2006年4月期及び7月期）は視聴率の落ち込みが激しく、繰り上げ前は3 - 4%を安定して取っていた『ケロロ軍曹』も2 - 3%台に下がり、他の作品は1%を切ることも珍しくなかった。なお、『NARUTO -ナルト-』（再放送）と『ケロロ軍曹』を除く2006年4月期開始の番組（平日18時00分から移動した番組も含む）は同年12月までに全て終了となった。
2007年は、4月期には月・火曜日が、同年10月期には金曜日もドラマ枠に変更されたことにより、この時期のアニメ枠は水曜・木曜日（前述した『NARUTO』の再放送と『爆丸バトルブローラーズ』）のみに激減したが、月曜・火曜日は2008年4月期からアニメ枠へ回帰した。同年10月期には、金曜日に教養番組に近い内容の子供向けバラエティ番組『ロボつく』が放送された。
2009年4月期からは『NARUTO』が異例となる「全国ネットでの2度3度の再放送」が『少年篇』と称して行われ、しかも同年9月までは水曜日と木曜日の週2日体制で放送されていた（後に水曜日のみに回帰、2011年7月13日から第1話に回帰）。また、金曜日に至っては確固たる後番組すら決まらず、暫定的に『毎日かあさん』や『イナズマイレブン』の各再放送（後者は『イナズマイレブン 熱血アンコール』のタイトルで放送、後に月曜日に移動）がつなぎ番組のような扱いで短期間編成された挙句、アニメ枠が廃止されるに至った。
2012年4月期からアニメの再放送が減少し、新作アニメが放送されるケースが増えるようになり、水曜日には『あらしのよるに ひみつのともだち』が、木曜日には『しろくまカフェ』が放送されたが、2013年から再放送の作品が再び増加し、新作アニメは同年4月期に開始した火曜日の『トレインヒーロー』のみとなった。また、2014年1月期には『ヴァンガードTV TRY』の放送開始により、月曜の枠がバラエティに変更された。これより末期は、アニメ枠は火曜〜木曜日の3枠の体制となった。
2014年4月期の改編で、平日17:20 - 17:50枠に『別冊主治医が見つかる診療所 健康スイッチ』が放送開始されることに伴い、枠終了時点で最後まで放送されていた水曜日の『新ウルトラマン列伝』は火曜夕方18:00枠に、木曜日の『FAIRY TAIL（フェアリーテイル ベスト!）』は土曜10時30分枠にそれぞれ移動することになった。

### 第2部（18時00分 - 18時30分）
この枠では、『週刊少年ジャンプ』をはじめとする集英社発行雑誌（いわゆる「ジャンプ系」）原作の作品が比較的に多く放送されていた（ただし、全ての番組が「ジャンプ系」だった訳ではない）。
第1部と比較すると、新作アニメが多く、おおむね改編時期に一部の枠で番組の入れ替えが行われる程度で、安定した視聴率を維持していた。ただし、2010年以降は第1部と同様に一部の曜日で再放送が行われるケースも増えた。また、水曜日のみ2011年7月から2012年9月までは、特撮番組（『ウルトラマン列伝』）となっていた。
金曜日では、2006年4月の開始から2009年3月まで『きらりん☆レボリューション』が放送されていたが、2009年4月期から「ジャンプ系」雑誌と連携した情報番組『サキよみ ジャンBANG!』が開始し、当番組及び『バラエティ530』終了までは第1部と同様にバラエティ番組枠に変更されることになった。
前述の第1部と異なり、18:00 - 18:30（17:55 - 18:25）のアニメ枠は、2014年4月期以降も継続されている（2024年現在は金曜のみ存続）。

## 番組一覧
本項では17:30 - 18:00枠（第1部）で放送された番組を記述する。第2部にあたる、18:00 - 18:30（17:55 - 18:25）枠の番組については「テレビ東京系列平日夕方6時枠のアニメ」を参照。
- 「〇」- BSジャパン[13]でも時差ネット
- 「☆」- AT-Xでも時差ネット

### 月曜日
| 作品名                              | 放送期間                      | 備考                                           |
| ----------------------------------- | ----------------------------- | ---------------------------------------------- |
| 〇爆球Hit! クラッシュビーダマン     | 2006年4月3日 - 12月25日       | 月曜18時00分枠から移動                         |
| 〇ファイテンション☆デパート         | 2007年1月15日 - 3月26日       | コンプレックス形式                             |
| 美味學院                            | 2007年4月2日 - 6月25日        | ドラマ番組                                     |
| 女子アナ一直線!                     | 2007年7月2日 - 9月24日        | ドラマ番組                                     |
| チョコミミ                          | 2007年10月1日 - 2008年3月31日 | ドラマ番組                                     |
| BLEACH ベストセレクション           | 2008年4月7日 - 2009年3月30日  | 『BLEACH』の再放送（傑作選・1回目）            |
| 夏目友人帳                          | 2009年4月6日 - 7月6日         | 再放送。本放送は深夜帯に実施                   |
| イナズマイレブン 熱血アンコール     | 2009年7月13日 - 9月28日       | 『イナズマイレブン』の再放送 金曜第1枠から移動 |
| ☆あにゃまる探偵 キルミンずぅ        | 2009年10月5日 - 2010年9月20日 | [ 14 ]                                         |
| アニメお宝ハンター!! 秋の大収穫祭SP | 2010年9月27日                 | アニメ番組の番宣特番                           |
| BLEACH ベツバラ                     | 2010年10月4日 - 2011年3月28日 | 『BLEACH』の再放送（2回目）                    |
| カードファイト!! ヴァンガード       | 2011年4月4日 - 2013年12月23日 | 再放送・テレビ愛知制作                         |
| 〇ヴァンガードTV TRY                | 2014年1月6日 - 3月31日        | バラエティ番組                                 |

### 火曜日
| 作品名                                              | 放送期間                      | 備考                            |
| --------------------------------------------------- | ----------------------------- | ------------------------------- |
| 〇☆capeta                                           | 2006年4月4日 - 9月26日        | 火曜18時00分枠から移動          |
| NARUTO -ナルト-                                     | 2006年10月3日 - 2007年3月27日 | 再放送（1回目） 水曜第1枠へ移動 |
| 美少女戦麗舞パンシャーヌ 奥様はスーパーヒロイン!    | 2007年4月3日 - 6月26日        | 特撮番組                        |
| 週刊 赤川次郎                                       | 2007年7月3日 - 9月25日        | ドラマ番組                      |
| 美容少年★セレブリティ                               | 2007年10月2日 - 12月25日      | ドラマ番組                      |
| 正しい王子のつくり方                                | 2008年1月8日 - 2008年3月25日  | ドラマ番組                      |
| BLUE DRAGON 総集編                                  | 2008年4月1日                  | 総集編                          |
| うちの3姉妹                                         | 2008年4月8日 - 2010年12月28日 | [ 18 ]                          |
| 神のみぞ知るセカイ                                  | 2011年1月4日 - 3月22日        | 再放送。本放送は深夜帯に実施    |
| アニメお宝ハンター! 春のプレゼント満開SP            | 2011年3月29日                 | アニメ番組の番宣特番            |
| ケロロ軍曹アンコール!                               | 2011年4月5日 - 2012年9月25日  | 『ケロロ軍曹』の再放送          |
| NARUTO -ナルト- SD ロック・リーの青春フルパワー忍伝 | 2012年10月2日 - 2013年3月26日 | 火曜18時00分枠から移動          |
| 〇トレインヒーロー                                  | 2013年4月2日 - 9月24日        |                                 |
| 〇トレインヒーロー 再始動!                          | 2013年10月1日 - 2014年3月25日 | 『トレインヒーロー』の再放送    |

### 水曜日
| 作品名                                         | 放送期間                      | 備考                                 |
| ---------------------------------------------- | ----------------------------- | ------------------------------------ |
| 〇☆スパイダーライダーズ 〜オラクルの勇者たち〜 | 2006年4月5日 - 9月27日        |                                      |
| 〇☆ネギま!?                                    | 2006年10月4日 - 2007年3月28日 | [ 20 ]                               |
| NARUTO -ナルト-                                | 2007年4月4日 - 2009年4月22日  | 再放送（1回目） 火曜第1枠から移動    |
| NARUTO -ナルト- 少年篇 (1回目)                 | 2009年4月29日 - 2011年7月6日  | 『NARUTO -ナルト-』の再放送（2回目） |
| NARUTO -ナルト- 少年篇 (2回目)                 | 2011年7月13日 - 2012年3月28日 | 『NARUTO -ナルト-』の再放送（3回目） |
| あらしのよるに ひみつのともだち                | 2012年4月4日 - 2012年9月26日  |                                      |
| ウルトラマン列伝                               | 2012年10月3日 - 2013年6月26日 | 水曜18時00分枠から移動               |
| 〇新ウルトラマン列伝                           | 2013年7月3日 - 2014年3月26日  | 2014年4月より火曜18時00分枠に移動。  |

### 木曜日
| 作品名                                                  | 放送期間                       | 備考 |
| ------------------------------------------------------- | ------------------------------ | --- |
| 〇☆こてんこてんこ                                       | 2006年4月6日 - 9月28日         | 木曜18時00分枠から移動 |
| リトル・アインシュタイン                                | 2006年10月5日 - 2007年3月29日  | 2007年3月までは単独番組で放送。 当枠での放送回は25話分である。 2007年4月以降は『Disney Time』枠で放送され、2008年9月まで放送が続いていた。 |
| 〇爆丸バトルブローラーズ                                | 2007年4月5日 - 2008年3月27日   | |
| テニスの王子様                                          | 2008年4月3日 - 2009年3月26日   | 再放送。序盤4クール分で終了 |
| NARUTO -ナルト-                                         | 2009年4月2日 - 9月24日         | 再放送（週2日）。4月30日からは「少年篇」 10月以降は水曜日のみに縮小                                                                        |
| 〇ウルトラギャラクシー大怪獣バトル                      | 2009年10月1日 - 12月24日       | 特撮番組。BS11制作 |
| 〇ウルトラギャラクシー大怪獣バトル NEVER ENDING ODYSSEY | 2009年12月31日 - 2010年3月25日 | 特撮番組。BS11制作 |
| ドーラ                                                  | 2010年4月1日 - 9月23日         | 再放送・ニコロデオン製作。第26話で終了 |
| 爆丸アンコール                                          | 2010年10月7日 - 2011年3月31日  | 『爆丸バトルブローラーズ ニューヴェストロイア』 の再放送                                                                                   |
| おさらいっ! フェアリーテイル                            | 2011年4月7日 - 2012年3月29日   | 『FAIRY TAIL』の再放送 |
| ☆しろくまカフェ                                         | 2012年4月5日 - 2013年3月28日   | |
| 〇フェアリーテイル ベスト!                              | 2013年4月4日 - 2014年3月27日   | 『FAIRY TAIL』の再放送 |

### 金曜日
純然たるアニメ番組は2009年を最後に放送されていない（『バラエティ530』）。
| 作品名                                  | 放送期間                       | 備考                                           |
| --------------------------------------- | ------------------------------ | ---------------------------------------------- |
| 〇☆ケロロ軍曹                           | 2006年4月7日 - 2007年3月30日   | 3rdシーズン                                    |
| 〇☆かみちゃまかりん                     | 2007年4月6日 - 9月28日         |                                                |
| シークレット・アイドル ハンナ・モンタナ | 2007年10月5日 - 2008年9月26日  | 海外ドラマ 2008年4月からは「セカンドシーズン」 |
| ロボつく                                | 2008年10月3日 - 2009年3月27日  | 教養番組 2009年4月以降は日曜9時00分枠に移動    |
| 毎日かあさん                            | 2009年4月3日 - 4月24日         | 再放送                                         |
| イナズマイレブン 熱血アンコール         | 2009年5月1日 - 7月3日          | 『イナズマイレブン』の再放送 月曜第1枠へ移動   |
| 週刊AKB                                 | 2009年7月10日 - 2012年11月30日 | バラエティ番組                                 |
| AKB子兎道場                             | 2012年12月7日 - 2014年3月28日  | バラエティ番組                                 |

## 放送期間一覧
各番組の放送期間を月単位で図示した。
|  | 背景色：赤 | （書きかけ） |
|  | 背景色：青 | （書きかけ） |

### 17時30分 - 18時00分枠（アニメ530第1部）
|    | 2006年                    | 2006年                    | 2006年                    | 2006年                    | 2006年                    | 2006年                    | 2006年                    | 2006年                    | 2006年                    | 2007年                    | 2007年                    | 2007年                    | 2007年                    | 2007年                    | 2007年                    | 2007年                    | 2007年                    | 2007年                    | 2007年                                      | 2007年                                      | 2007年                                      | 2008年                                      | 2008年                                      | 2008年                                      | 2008年                                      | 2008年                                      | 2008年                                      | 2008年                                      | 2008年                                      | 2008年                                      | 2008年                    | 2008年                    | 2008年                    | 2009年                    | 2009年                    | 2009年                    | 2009年                                   | 2009年                                   | 2009年                                   | 2009年                                   | 2009年                                   | 2009年                                   | 2009年                                   | 2009年                                   | 2009年                                   | 2010年                                   | 2010年                                   | 2010年                                   | 2010年                                   | 2010年                                   | 2010年                                   | 2010年                                   | 2010年                                   | 2010年                                   | 2010年                                   | 2010年                                   | 2010年                                   |
|    | 4月                       | 4月                       | 4月                       | 7月                       | 7月                       | 7月                       | 10月                      | 10月                      | 10月                      | 1月                       | 1月                       | 1月                       | 4月                       | 4月                       | 4月                       | 7月                       | 7月                       | 7月                       | 10月                                        | 10月                                        | 10月                                        | 1月                                         | 1月                                         | 1月                                         | 4月                                         | 4月                                         | 4月                                         | 7月                                         | 7月                                         | 7月                                         | 10月                      | 10月                      | 10月                      | 1月                       | 1月                       | 1月                       | 4月                                      | 4月                                      | 4月                                      | 7月                                      | 7月                                      | 7月                                      | 10月                                     | 10月                                     | 10月                                     | 1月                                      | 1月                                      | 1月                                      | 4月                                      | 4月                                      | 4月                                      | 7月                                      | 7月                                      | 7月                                      | 10月                                     | 10月                                     | 10月                                     |
| -- | ------------------------- | ------------------------- | ------------------------- | ------------------------- | ------------------------- | ------------------------- | ------------------------- | ------------------------- | ------------------------- | ------------------------- | ------------------------- | ------------------------- | ------------------------- | ------------------------- | ------------------------- | ------------------------- | ------------------------- | ------------------------- | ------------------------------------------- | ------------------------------------------- | ------------------------------------------- | ------------------------------------------- | ------------------------------------------- | ------------------------------------------- | ------------------------------------------- | ------------------------------------------- | ------------------------------------------- | ------------------------------------------- | ------------------------------------------- | ------------------------------------------- | ------------------------- | ------------------------- | ------------------------- | ------------------------- | ------------------------- | ------------------------- | ---------------------------------------- | ---------------------------------------- | ---------------------------------------- | ---------------------------------------- | ---------------------------------------- | ---------------------------------------- | ---------------------------------------- | ---------------------------------------- | ---------------------------------------- | ---------------------------------------- | ---------------------------------------- | ---------------------------------------- | ---------------------------------------- | ---------------------------------------- | ---------------------------------------- | ---------------------------------------- | ---------------------------------------- | ---------------------------------------- | ---------------------------------------- | ---------------------------------------- | ---------------------------------------- |
| 月 | A                         | A                         | A                         | A                         | A                         | A                         | A                         | A                         | A                         | B                         | B                         | B                         | ドラマ                    | ドラマ                    | ドラマ                    | ドラマ                    | ドラマ                    | ドラマ                    | ドラマ                                      | ドラマ                                      | ドラマ                                      | ドラマ                                      | ドラマ                                      | ドラマ                                      | C                                           | C                                           | C                                           | C                                           | C                                           | C                                           | C                         | C                         | C                         | C                         | C                         | C                         | D                                        | D                                        | D                                        | E                                        | E                                        | E                                        | あにゃまる探偵 キルミンずぅ              | あにゃまる探偵 キルミンずぅ              | あにゃまる探偵 キルミンずぅ              | あにゃまる探偵 キルミンずぅ              | あにゃまる探偵 キルミンずぅ              | あにゃまる探偵 キルミンずぅ              | あにゃまる探偵 キルミンずぅ              | あにゃまる探偵 キルミンずぅ              | あにゃまる探偵 キルミンずぅ              | あにゃまる探偵 キルミンずぅ              | あにゃまる探偵 キルミンずぅ              | あにゃまる探偵 キルミンずぅ              | F                                        | F                                        | F                                        |
| 火 | capeta                    | capeta                    | capeta                    | capeta                    | capeta                    | capeta                    | G                         | G                         | G                         | G                         | G                         | G                         | H                         | H                         | H                         | ドラマ                    | ドラマ                    | ドラマ                    | ドラマ                                      | ドラマ                                      | ドラマ                                      | ドラマ                                      | ドラマ                                      | ドラマ                                      | うちの3姉妹                                 | うちの3姉妹                                 | うちの3姉妹                                 | うちの3姉妹                                 | うちの3姉妹                                 | うちの3姉妹                                 | うちの3姉妹               | うちの3姉妹               | うちの3姉妹               | うちの3姉妹               | うちの3姉妹               | うちの3姉妹               | うちの3姉妹                              | うちの3姉妹                              | うちの3姉妹                              | うちの3姉妹                              | うちの3姉妹                              | うちの3姉妹                              | うちの3姉妹                              | うちの3姉妹                              | うちの3姉妹                              | うちの3姉妹                              | うちの3姉妹                              | うちの3姉妹                              | うちの3姉妹                              | うちの3姉妹                              | うちの3姉妹                              | うちの3姉妹                              | うちの3姉妹                              | うちの3姉妹                              | うちの3姉妹                              | うちの3姉妹                              | うちの3姉妹                              |
| 水 | I                         | I                         | I                         | I                         | I                         | I                         | ネギま!?                  | ネギま!?                  | ネギま!?                  | ネギま!?                  | ネギま!?                  | ネギま!?                  | NARUTO -ナルト-（再放送） | NARUTO -ナルト-（再放送） | NARUTO -ナルト-（再放送） | NARUTO -ナルト-（再放送） | NARUTO -ナルト-（再放送） | NARUTO -ナルト-（再放送） | NARUTO -ナルト-（再放送）                   | NARUTO -ナルト-（再放送）                   | NARUTO -ナルト-（再放送）                   | NARUTO -ナルト-（再放送）                   | NARUTO -ナルト-（再放送）                   | NARUTO -ナルト-（再放送）                   | NARUTO -ナルト-（再放送）                   | NARUTO -ナルト-（再放送）                   | NARUTO -ナルト-（再放送）                   | NARUTO -ナルト-（再放送）                   | NARUTO -ナルト-（再放送）                   | NARUTO -ナルト-（再放送）                   | NARUTO -ナルト-（再放送） | NARUTO -ナルト-（再放送） | NARUTO -ナルト-（再放送） | NARUTO -ナルト-（再放送） | NARUTO -ナルト-（再放送） | NARUTO -ナルト-（再放送） | NARUTO -ナルト- 少年篇 (1回目)（再放送） | NARUTO -ナルト- 少年篇 (1回目)（再放送） | NARUTO -ナルト- 少年篇 (1回目)（再放送） | NARUTO -ナルト- 少年篇 (1回目)（再放送） | NARUTO -ナルト- 少年篇 (1回目)（再放送） | NARUTO -ナルト- 少年篇 (1回目)（再放送） | NARUTO -ナルト- 少年篇 (1回目)（再放送） | NARUTO -ナルト- 少年篇 (1回目)（再放送） | NARUTO -ナルト- 少年篇 (1回目)（再放送） | NARUTO -ナルト- 少年篇 (1回目)（再放送） | NARUTO -ナルト- 少年篇 (1回目)（再放送） | NARUTO -ナルト- 少年篇 (1回目)（再放送） | NARUTO -ナルト- 少年篇 (1回目)（再放送） | NARUTO -ナルト- 少年篇 (1回目)（再放送） | NARUTO -ナルト- 少年篇 (1回目)（再放送） | NARUTO -ナルト- 少年篇 (1回目)（再放送） | NARUTO -ナルト- 少年篇 (1回目)（再放送） | NARUTO -ナルト- 少年篇 (1回目)（再放送） | NARUTO -ナルト- 少年篇 (1回目)（再放送） | NARUTO -ナルト- 少年篇 (1回目)（再放送） | NARUTO -ナルト- 少年篇 (1回目)（再放送） |
| 木 | J                         | J                         | J                         | J                         | J                         | J                         | K                         | K                         | K                         | K                         | K                         | K                         | 爆丸バトルブローラーズ    | 爆丸バトルブローラーズ    | 爆丸バトルブローラーズ    | 爆丸バトルブローラーズ    | 爆丸バトルブローラーズ    | 爆丸バトルブローラーズ    | 爆丸バトルブローラーズ                      | 爆丸バトルブローラーズ                      | 爆丸バトルブローラーズ                      | 爆丸バトルブローラーズ                      | 爆丸バトルブローラーズ                      | 爆丸バトルブローラーズ                      | テニスの王子様（再放送）                    | テニスの王子様（再放送）                    | テニスの王子様（再放送）                    | テニスの王子様（再放送）                    | テニスの王子様（再放送）                    | テニスの王子様（再放送）                    | テニスの王子様（再放送）  | テニスの王子様（再放送）  | テニスの王子様（再放送）  | テニスの王子様（再放送）  | テニスの王子様（再放送）  | テニスの王子様（再放送）  | G                                        | G                                        | G                                        | G                                        | G                                        | G                                        | L                                        | L                                        | L                                        | M                                        | M                                        | M                                        | N                                        | N                                        | N                                        | N                                        | N                                        | N                                        | O                                        | O                                        | O                                        |
| 金 | ケロロ軍曹（3rdシーズン） | ケロロ軍曹（3rdシーズン） | ケロロ軍曹（3rdシーズン） | ケロロ軍曹（3rdシーズン） | ケロロ軍曹（3rdシーズン） | ケロロ軍曹（3rdシーズン） | ケロロ軍曹（3rdシーズン） | ケロロ軍曹（3rdシーズン） | ケロロ軍曹（3rdシーズン） | ケロロ軍曹（3rdシーズン） | ケロロ軍曹（3rdシーズン） | ケロロ軍曹（3rdシーズン） | かみちゃまかりん          | かみちゃまかりん          | かみちゃまかりん          | かみちゃまかりん          | かみちゃまかりん          | かみちゃまかりん          | （シークレット・アイドル ハンナ・モンタナ） | （シークレット・アイドル ハンナ・モンタナ） | （シークレット・アイドル ハンナ・モンタナ） | （シークレット・アイドル ハンナ・モンタナ） | （シークレット・アイドル ハンナ・モンタナ） | （シークレット・アイドル ハンナ・モンタナ） | （シークレット・アイドル ハンナ・モンタナ） | （シークレット・アイドル ハンナ・モンタナ） | （シークレット・アイドル ハンナ・モンタナ） | （シークレット・アイドル ハンナ・モンタナ） | （シークレット・アイドル ハンナ・モンタナ） | （シークレット・アイドル ハンナ・モンタナ） | （ロボつく）              | （ロボつく）              | （ロボつく）              | （ロボつく）              | （ロボつく）              | （ロボつく）              | P                                        | Q                                        | Q                                        | （週刊AKB）                              | （週刊AKB）                              | （週刊AKB）                              | （週刊AKB）                              | （週刊AKB）                              | （週刊AKB）                              | （週刊AKB）                              | （週刊AKB）                              | （週刊AKB）                              | （週刊AKB）                              | （週刊AKB）                              | （週刊AKB）                              | （週刊AKB）                              | （週刊AKB）                              | （週刊AKB）                              | （週刊AKB）                              | （週刊AKB）                              | （週刊AKB）                              |

- A 爆球Hit! クラッシュビーダマン
- B ファイテンション☆デパート
- C BLEACH ベストセレクション（再放送）
- D 夏目友人帳（再放送）
- E イナズマイレブン 熱血アンコール（再放送）
- F BLEACH ベツバラ（再放送）
- G NARUTO -ナルト-（再放送）
- H 美少女戦麗舞パンシャーヌ 奥様はスーパーヒロイン!
- I スパイダーライダーズ 〜オラクルの勇者たち〜
- J こてんこてんこ
- K リトル・アインシュタイン
- L ウルトラギャラクシー大怪獣バトル
- M ウルトラギャラクシー大怪獣バトル NEVER ENDING ODYSSEY
- N ドーラ（再放送）
- O 爆丸アンコール（再放送）
- P 毎日かあさん（再放送）
- Q イナズマイレブン 熱血アンコール（再放送）

|    | 2011年      | 2011年      | 2011年      | 2011年                                  | 2011年                                  | 2011年                                  | 2011年                                   | 2011年                                   | 2011年                                   | 2011年                                   | 2011年                                   | 2011年                                   | 2012年                                   | 2012年                                   | 2012年                                   | 2012年                                  | 2012年                                  | 2012年                                  | 2012年                                  | 2012年                                  | 2012年                                  | 2012年                                  | 2012年                                  | 2012年                                  | 2013年                                  | 2013年                                  | 2013年                                  | 2013年                                  | 2013年                                  | 2013年                                  | 2013年                                  | 2013年                                  | 2013年                                  | 2013年                                  | 2013年                                  | 2013年                                  | 2014年                   | 2014年                   | 2014年                   |
|    | 1月         | 1月         | 1月         | 4月                                     | 4月                                     | 4月                                     | 7月                                      | 7月                                      | 7月                                      | 10月                                     | 10月                                     | 10月                                     | 1月                                      | 1月                                      | 1月                                      | 4月                                     | 4月                                     | 4月                                     | 7月                                     | 7月                                     | 7月                                     | 10月                                    | 10月                                    | 10月                                    | 1月                                     | 1月                                     | 1月                                     | 4月                                     | 4月                                     | 4月                                     | 7月                                     | 7月                                     | 7月                                     | 10月                                    | 10月                                    | 10月                                    | 1月                      | 1月                      | 1月                      |
| -- | ----------- | ----------- | ----------- | --------------------------------------- | --------------------------------------- | --------------------------------------- | ---------------------------------------- | ---------------------------------------- | ---------------------------------------- | ---------------------------------------- | ---------------------------------------- | ---------------------------------------- | ---------------------------------------- | ---------------------------------------- | ---------------------------------------- | --------------------------------------- | --------------------------------------- | --------------------------------------- | --------------------------------------- | --------------------------------------- | --------------------------------------- | --------------------------------------- | --------------------------------------- | --------------------------------------- | --------------------------------------- | --------------------------------------- | --------------------------------------- | --------------------------------------- | --------------------------------------- | --------------------------------------- | --------------------------------------- | --------------------------------------- | --------------------------------------- | --------------------------------------- | --------------------------------------- | --------------------------------------- | ------------------------ | ------------------------ | ------------------------ |
| 月 | A           | A           | A           | カードファイト!! ヴァンガード（再放送） | カードファイト!! ヴァンガード（再放送） | カードファイト!! ヴァンガード（再放送） | カードファイト!! ヴァンガード（再放送）  | カードファイト!! ヴァンガード（再放送）  | カードファイト!! ヴァンガード（再放送）  | カードファイト!! ヴァンガード（再放送）  | カードファイト!! ヴァンガード（再放送）  | カードファイト!! ヴァンガード（再放送）  | カードファイト!! ヴァンガード（再放送）  | カードファイト!! ヴァンガード（再放送）  | カードファイト!! ヴァンガード（再放送）  | カードファイト!! ヴァンガード（再放送） | カードファイト!! ヴァンガード（再放送） | カードファイト!! ヴァンガード（再放送） | カードファイト!! ヴァンガード（再放送） | カードファイト!! ヴァンガード（再放送） | カードファイト!! ヴァンガード（再放送） | カードファイト!! ヴァンガード（再放送） | カードファイト!! ヴァンガード（再放送） | カードファイト!! ヴァンガード（再放送） | カードファイト!! ヴァンガード（再放送） | カードファイト!! ヴァンガード（再放送） | カードファイト!! ヴァンガード（再放送） | カードファイト!! ヴァンガード（再放送） | カードファイト!! ヴァンガード（再放送） | カードファイト!! ヴァンガード（再放送） | カードファイト!! ヴァンガード（再放送） | カードファイト!! ヴァンガード（再放送） | カードファイト!! ヴァンガード（再放送） | カードファイト!! ヴァンガード（再放送） | カードファイト!! ヴァンガード（再放送） | カードファイト!! ヴァンガード（再放送） | B                        | B                        | B                        |
| 火 | C           | C           | C           | ケロロ軍曹アンコール（再放送）          | ケロロ軍曹アンコール（再放送）          | ケロロ軍曹アンコール（再放送）          | ケロロ軍曹アンコール（再放送）           | ケロロ軍曹アンコール（再放送）           | ケロロ軍曹アンコール（再放送）           | ケロロ軍曹アンコール（再放送）           | ケロロ軍曹アンコール（再放送）           | ケロロ軍曹アンコール（再放送）           | ケロロ軍曹アンコール（再放送）           | ケロロ軍曹アンコール（再放送）           | ケロロ軍曹アンコール（再放送）           | ケロロ軍曹アンコール（再放送）          | ケロロ軍曹アンコール（再放送）          | ケロロ軍曹アンコール（再放送）          | ケロロ軍曹アンコール（再放送）          | ケロロ軍曹アンコール（再放送）          | ケロロ軍曹アンコール（再放送）          | D                                       | D                                       | D                                       | D                                       | D                                       | D                                       | トレインヒーロー                        | トレインヒーロー                        | トレインヒーロー                        | トレインヒーロー                        | トレインヒーロー                        | トレインヒーロー                        | トレインヒーロー 再始動!                | トレインヒーロー 再始動!                | トレインヒーロー 再始動!                | トレインヒーロー 再始動! | トレインヒーロー 再始動! | トレインヒーロー 再始動! |
| 水 | E           | E           | E           | E                                       | E                                       | E                                       | NARUTO -ナルト- 少年篇 (2回目)（再放送） | NARUTO -ナルト- 少年篇 (2回目)（再放送） | NARUTO -ナルト- 少年篇 (2回目)（再放送） | NARUTO -ナルト- 少年篇 (2回目)（再放送） | NARUTO -ナルト- 少年篇 (2回目)（再放送） | NARUTO -ナルト- 少年篇 (2回目)（再放送） | NARUTO -ナルト- 少年篇 (2回目)（再放送） | NARUTO -ナルト- 少年篇 (2回目)（再放送） | NARUTO -ナルト- 少年篇 (2回目)（再放送） | F                                       | F                                       | F                                       | F                                       | F                                       | F                                       | ウルトラマン列伝                        | ウルトラマン列伝                        | ウルトラマン列伝                        | ウルトラマン列伝                        | ウルトラマン列伝                        | ウルトラマン列伝                        | ウルトラマン列伝                        | ウルトラマン列伝                        | ウルトラマン列伝                        | 新ウルトラマン列伝                      | 新ウルトラマン列伝                      | 新ウルトラマン列伝                      | 新ウルトラマン列伝                      | 新ウルトラマン列伝                      | 新ウルトラマン列伝                      | 新ウルトラマン列伝       | 新ウルトラマン列伝       | 新ウルトラマン列伝       |
| 木 | G           | G           | G           | おさらいっ! フェアリーテイル（再放送）  | おさらいっ! フェアリーテイル（再放送）  | おさらいっ! フェアリーテイル（再放送）  | おさらいっ! フェアリーテイル（再放送）   | おさらいっ! フェアリーテイル（再放送）   | おさらいっ! フェアリーテイル（再放送）   | おさらいっ! フェアリーテイル（再放送）   | おさらいっ! フェアリーテイル（再放送）   | おさらいっ! フェアリーテイル（再放送）   | おさらいっ! フェアリーテイル（再放送）   | おさらいっ! フェアリーテイル（再放送）   | おさらいっ! フェアリーテイル（再放送）   | しろくまカフェ                          | しろくまカフェ                          | しろくまカフェ                          | しろくまカフェ                          | しろくまカフェ                          | しろくまカフェ                          | しろくまカフェ                          | しろくまカフェ                          | しろくまカフェ                          | しろくまカフェ                          | しろくまカフェ                          | しろくまカフェ                          | フェアリーテイル ベスト!                | フェアリーテイル ベスト!                | フェアリーテイル ベスト!                | フェアリーテイル ベスト!                | フェアリーテイル ベスト!                | フェアリーテイル ベスト!                | フェアリーテイル ベスト!                | フェアリーテイル ベスト!                | フェアリーテイル ベスト!                | フェアリーテイル ベスト! | フェアリーテイル ベスト! | フェアリーテイル ベスト! |
| 金 | （週刊AKB） | （週刊AKB） | （週刊AKB） | （週刊AKB）                             | （週刊AKB）                             | （週刊AKB）                             | （週刊AKB）                              | （週刊AKB）                              | （週刊AKB）                              | （週刊AKB）                              | （週刊AKB）                              | （週刊AKB）                              | （週刊AKB）                              | （週刊AKB）                              | （週刊AKB）                              | （週刊AKB）                             | （週刊AKB）                             | （週刊AKB）                             | （週刊AKB）                             | （週刊AKB）                             | （週刊AKB）                             | （週刊AKB）                             | （週刊AKB）                             | （AKB子兎道場）                         | （AKB子兎道場）                         | （AKB子兎道場）                         | （AKB子兎道場）                         | （AKB子兎道場）                         | （AKB子兎道場）                         | （AKB子兎道場）                         | （AKB子兎道場）                         | （AKB子兎道場）                         | （AKB子兎道場）                         | （AKB子兎道場）                         | （AKB子兎道場）                         | （AKB子兎道場）                         | （AKB子兎道場）          | （AKB子兎道場）          | （AKB子兎道場）          |

- A BLEACH ベツバラ（再放送）
- B （ヴァンガードTV TRY）
- C 神のみぞ知るセカイ（再放送）
- D NARUTO -ナルト- SD ロック・リーの青春フルパワー忍伝
- E NARUTO -ナルト- 少年篇 (1回目)（再放送）
- F あらしのよるに ひみつのともだち
- G 爆丸アンコール（再放送）

### 18時00分 - 18時30分枠（アニメ530第2部）
| 月 | 妖逆門 -ばけぎゃもん-          | 妖逆門 -ばけぎゃもん-          | 妖逆門 -ばけぎゃもん-          | 妖逆門 -ばけぎゃもん-          | 妖逆門 -ばけぎゃもん-          | 妖逆門 -ばけぎゃもん-          | 妖逆門 -ばけぎゃもん-           | 妖逆門 -ばけぎゃもん-           | 妖逆門 -ばけぎゃもん-           | 妖逆門 -ばけぎゃもん-           | 妖逆門 -ばけぎゃもん-           | 妖逆門 -ばけぎゃもん-           | ミュータント タートルズ         | ミュータント タートルズ         | ミュータント タートルズ         | ミュータント タートルズ         | ミュータント タートルズ         | ミュータント タートルズ         | ミュータント タートルズ         | ミュータント タートルズ         | ミュータント タートルズ         | ミュータント タートルズ         | ミュータント タートルズ         | ミュータント タートルズ         | ソウルイーター                  | ソウルイーター                  | ソウルイーター                  | ソウルイーター                  | ソウルイーター                  | ソウルイーター                  | ソウルイーター                  | ソウルイーター                  | ソウルイーター                  | ソウルイーター                  | ソウルイーター                  | ソウルイーター                  | ドーラ                          | ドーラ                          | ドーラ                          | ドーラ                          | ドーラ                          | ドーラ                          | ドーラ                          | ドーラ                          | ドーラ                          | ドーラ                          | ドーラ                          | ドーラ                          | よりぬき銀魂さん （再放送） | よりぬき銀魂さん （再放送） | よりぬき銀魂さん （再放送） | よりぬき銀魂さん （再放送） | よりぬき銀魂さん （再放送） | よりぬき銀魂さん （再放送） | よりぬき銀魂さん （再放送） | よりぬき銀魂さん （再放送） | よりぬき銀魂さん （再放送） |                          |                          |                          |
| 火 | アニマル横町                   | アニマル横町                   | アニマル横町                   | アニマル横町                   | アニマル横町                   | アニマル横町                   | D.Gray-man                      | D.Gray-man                      | D.Gray-man                      | D.Gray-man                      | D.Gray-man                      | D.Gray-man                      | D.Gray-man                      | D.Gray-man                      | D.Gray-man                      | D.Gray-man                      | D.Gray-man                      | D.Gray-man                      | D.Gray-man                      | D.Gray-man                      | D.Gray-man                      | D.Gray-man                      | D.Gray-man                      | D.Gray-man                      | D.Gray-man                      | D.Gray-man                      | D.Gray-man                      | D.Gray-man                      | D.Gray-man                      | D.Gray-man                      | BLEACH                          | BLEACH                          | BLEACH                          | BLEACH                          | BLEACH                          | BLEACH                          | BLEACH                          | BLEACH                          | BLEACH                          | BLEACH                          | BLEACH                          | BLEACH                          | BLEACH                          | BLEACH                          | BLEACH                          | BLEACH                          | BLEACH                          | BLEACH                          | BLEACH                      | BLEACH                      | BLEACH                      | BLEACH                      | BLEACH                      | BLEACH                      | BLEACH                      | BLEACH                      | BLEACH                      |                          |                          |                          |
| 水 | 遊☆戯☆王デュエルモンスターズGX | 遊☆戯☆王デュエルモンスターズGX | 遊☆戯☆王デュエルモンスターズGX | 遊☆戯☆王デュエルモンスターズGX | 遊☆戯☆王デュエルモンスターズGX | 遊☆戯☆王デュエルモンスターズGX | 遊☆戯☆王デュエルモンスターズGX  | 遊☆戯☆王デュエルモンスターズGX  | 遊☆戯☆王デュエルモンスターズGX  | 遊☆戯☆王デュエルモンスターズGX  | 遊☆戯☆王デュエルモンスターズGX  | 遊☆戯☆王デュエルモンスターズGX  | 遊☆戯☆王デュエルモンスターズGX  | 遊☆戯☆王デュエルモンスターズGX  | 遊☆戯☆王デュエルモンスターズGX  | 遊☆戯☆王デュエルモンスターズGX  | 遊☆戯☆王デュエルモンスターズGX  | 遊☆戯☆王デュエルモンスターズGX  | 遊☆戯☆王デュエルモンスターズGX  | 遊☆戯☆王デュエルモンスターズGX  | 遊☆戯☆王デュエルモンスターズGX  | 遊☆戯☆王デュエルモンスターズGX  | 遊☆戯☆王デュエルモンスターズGX  | 遊☆戯☆王デュエルモンスターズGX  | 遊☆戯☆王5D's                    | 遊☆戯☆王5D's                    | 遊☆戯☆王5D's                    | 遊☆戯☆王5D's                    | 遊☆戯☆王5D's                    | 遊☆戯☆王5D's                    | 遊☆戯☆王5D's                    | 遊☆戯☆王5D's                    | 遊☆戯☆王5D's                    | 遊☆戯☆王5D's                    | 遊☆戯☆王5D's                    | 遊☆戯☆王5D's                    | 遊☆戯☆王5D's                    | 遊☆戯☆王5D's                    | 遊☆戯☆王5D's                    | 遊☆戯☆王5D's                    | 遊☆戯☆王5D's                    | 遊☆戯☆王5D's                    | 遊☆戯☆王5D's                    | 遊☆戯☆王5D's                    | 遊☆戯☆王5D's                    | 遊☆戯☆王5D's                    | 遊☆戯☆王5D's                    | 遊☆戯☆王5D's                    | 遊☆戯☆王5D's                | 遊☆戯☆王5D's                | 遊☆戯☆王5D's                | 遊☆戯☆王5D's                | 遊☆戯☆王5D's                | 遊☆戯☆王5D's                | 遊☆戯☆王5D's                | 遊☆戯☆王5D's                | 遊☆戯☆王5D's                |                          |                          |                          |
| 木 | ゼーガペイン                   | ゼーガペイン                   | ゼーガペイン                   | ゼーガペイン                   | ゼーガペイン                   | ゼーガペイン                   | 銀魂(第1期) ※火曜19時枠から移動 | 銀魂(第1期) ※火曜19時枠から移動 | 銀魂(第1期) ※火曜19時枠から移動 | 銀魂(第1期) ※火曜19時枠から移動 | 銀魂(第1期) ※火曜19時枠から移動 | 銀魂(第1期) ※火曜19時枠から移動 | 銀魂(第1期) ※火曜19時枠から移動 | 銀魂(第1期) ※火曜19時枠から移動 | 銀魂(第1期) ※火曜19時枠から移動 | 銀魂(第1期) ※火曜19時枠から移動 | 銀魂(第1期) ※火曜19時枠から移動 | 銀魂(第1期) ※火曜19時枠から移動 | 銀魂(第1期) ※火曜19時枠から移動 | 銀魂(第1期) ※火曜19時枠から移動 | 銀魂(第1期) ※火曜19時枠から移動 | 銀魂(第1期) ※火曜19時枠から移動 | 銀魂(第1期) ※火曜19時枠から移動 | 銀魂(第1期) ※火曜19時枠から移動 | 銀魂(第1期) ※火曜19時枠から移動 | 銀魂(第1期) ※火曜19時枠から移動 | 銀魂(第1期) ※火曜19時枠から移動 | 銀魂(第1期) ※火曜19時枠から移動 | 銀魂(第1期) ※火曜19時枠から移動 | 銀魂(第1期) ※火曜19時枠から移動 | 銀魂(第1期) ※火曜19時枠から移動 | 銀魂(第1期) ※火曜19時枠から移動 | 銀魂(第1期) ※火曜19時枠から移動 | 銀魂(第1期) ※火曜19時枠から移動 | 銀魂(第1期) ※火曜19時枠から移動 | 銀魂(第1期) ※火曜19時枠から移動 | 銀魂(第1期) ※火曜19時枠から移動 | 銀魂(第1期) ※火曜19時枠から移動 | 銀魂(第1期) ※火曜19時枠から移動 | 銀魂(第1期) ※火曜19時枠から移動 | 銀魂(第1期) ※火曜19時枠から移動 | 銀魂(第1期) ※火曜19時枠から移動 | 銀魂(第1期) ※火曜19時枠から移動 | 銀魂(第1期) ※火曜19時枠から移動 | 銀魂(第1期) ※火曜19時枠から移動 | 銀魂(第1期) ※火曜19時枠から移動 | 銀魂(第1期) ※火曜19時枠から移動 | 銀魂(第1期) ※火曜19時枠から移動 | HEROMAN                     | HEROMAN                     | HEROMAN                     | HEROMAN                     | HEROMAN                     | HEROMAN                     | A                           | A                           | A                           |                          |                          |                          |
| 金 | きらりん☆レボリューション      | きらりん☆レボリューション      | きらりん☆レボリューション      | きらりん☆レボリューション      | きらりん☆レボリューション      | きらりん☆レボリューション      | きらりん☆レボリューション       | きらりん☆レボリューション       | きらりん☆レボリューション       | きらりん☆レボリューション       | きらりん☆レボリューション       | きらりん☆レボリューション       | きらりん☆レボリューション       | きらりん☆レボリューション       | きらりん☆レボリューション       | きらりん☆レボリューション       | きらりん☆レボリューション       | きらりん☆レボリューション       | きらりん☆レボリューション       | きらりん☆レボリューション       | きらりん☆レボリューション       | きらりん☆レボリューション       | きらりん☆レボリューション       | きらりん☆レボリューション       | きらりん☆レボリューション       | きらりん☆レボリューション       | きらりん☆レボリューション       | きらりん☆レボリューション       | きらりん☆レボリューション       | きらりん☆レボリューション       | きらりん☆レボリューション       | きらりん☆レボリューション       | きらりん☆レボリューション       | きらりん☆レボリューション       | きらりん☆レボリューション       | きらりん☆レボリューション       | （サキよみ ジャンBANG!）        | （サキよみ ジャンBANG!）        | （サキよみ ジャンBANG!）        | （サキよみ ジャンBANG!）        | （サキよみ ジャンBANG!）        | （サキよみ ジャンBANG!）        | （サキよみ ジャンBANG!）        | （サキよみ ジャンBANG!）        | （サキよみ ジャンBANG!）        | （サキよみ ジャンBANG!）        | （サキよみ ジャンBANG!）        | （サキよみ ジャンBANG!）        | （サキよみ ジャンBANG!）    | （サキよみ ジャンBANG!）    | （サキよみ ジャンBANG!）    | （サキよみ ジャンBANG!）    | （サキよみ ジャンBANG!）    | （サキよみ ジャンBANG!）    | （サキよみ ジャンBANG!）    | （サキよみ ジャンBANG!）    | （サキよみ ジャンBANG!）    | （サキよみ ジャンBANG!） | （サキよみ ジャンBANG!） | （サキよみ ジャンBANG!） |

- A ソウルイーター リピートショー（再放送）

|    | 2011年                   | 2011年                   | 2011年                   | 2011年                   | 2011年                   | 2011年                   | 2011年                   | 2011年                   | 2011年                   | 2011年                   | 2011年                   | 2011年                   | 2012年                   | 2012年                   | 2012年                   | 2012年                   | 2012年                   | 2012年                   | 2012年                   | 2012年                   | 2012年                   | 2012年                    | 2012年                    | 2012年                    | 2013年                    | 2013年                    | 2013年                    | 2013年                   | 2013年                   | 2013年                   | 2013年                   | 2013年                   | 2013年                   | 2013年                     | 2013年                     | 2013年                     | 2014年                     | 2014年                     | 2014年                     |
|    | 1月                      | 1月                      | 1月                      | 4月                      | 4月                      | 4月                      | 7月                      | 7月                      | 7月                      | 10月                     | 10月                     | 10月                     | 1月                      | 1月                      | 1月                      | 4月                      | 4月                      | 4月                      | 7月                      | 7月                      | 7月                      | 10月                      | 10月                      | 10月                      | 1月                       | 1月                       | 1月                       | 4月                      | 4月                      | 4月                      | 7月                      | 7月                      | 7月                      | 10月                       | 10月                       | 10月                       | 1月                        | 1月                        | 1月                        |
| -- | ------------------------ | ------------------------ | ------------------------ | ------------------------ | ------------------------ | ------------------------ | ------------------------ | ------------------------ | ------------------------ | ------------------------ | ------------------------ | ------------------------ | ------------------------ | ------------------------ | ------------------------ | ------------------------ | ------------------------ | ------------------------ | ------------------------ | ------------------------ | ------------------------ | ------------------------- | ------------------------- | ------------------------- | ------------------------- | ------------------------- | ------------------------- | ------------------------ | ------------------------ | ------------------------ | ------------------------ | ------------------------ | ------------------------ | -------------------------- | -------------------------- | -------------------------- | -------------------------- | -------------------------- | -------------------------- |
| 月 | A                        | A                        | A                        | 銀魂（第2期）            | 銀魂（第2期）            | 銀魂（第2期）            | 銀魂（第2期）            | 銀魂（第2期）            | 銀魂（第2期）            | 銀魂（第2期）            | 銀魂（第2期）            | 銀魂（第2期）            | 銀魂（第2期）            | 銀魂（第2期）            | 銀魂（第2期）            | GON -ゴン-               | GON -ゴン-               | GON -ゴン-               | GON -ゴン-               | GON -ゴン-               | GON -ゴン-               | GON -ゴン-                | GON -ゴン-                | GON -ゴン-                | GON -ゴン-                | GON -ゴン-                | GON -ゴン-                | B                        | B                        | B                        | B                        | B                        | B                        | ガンダムビルドファイターズ | ガンダムビルドファイターズ | ガンダムビルドファイターズ | ガンダムビルドファイターズ | ガンダムビルドファイターズ | ガンダムビルドファイターズ |
| 火 | BLEACH                   | BLEACH                   | BLEACH                   | BLEACH                   | BLEACH                   | BLEACH                   | BLEACH                   | BLEACH                   | BLEACH                   | BLEACH                   | BLEACH                   | BLEACH                   | BLEACH                   | BLEACH                   | BLEACH                   | C                        | C                        | C                        | C                        | C                        | C                        | 超速変形ジャイロゼッター  | 超速変形ジャイロゼッター  | 超速変形ジャイロゼッター  | 超速変形ジャイロゼッター  | 超速変形ジャイロゼッター  | 超速変形ジャイロゼッター  | 超速変形ジャイロゼッター | 超速変形ジャイロゼッター | 超速変形ジャイロゼッター | 超速変形ジャイロゼッター | 超速変形ジャイロゼッター | 超速変形ジャイロゼッター | D                          | D                          | D                          | D                          | D                          | D                          |
| 水 | E                        | E                        | E                        | F                        | F                        | F                        | ウルトラマン列伝         | ウルトラマン列伝         | ウルトラマン列伝         | ウルトラマン列伝         | ウルトラマン列伝         | ウルトラマン列伝         | ウルトラマン列伝         | ウルトラマン列伝         | ウルトラマン列伝         | ウルトラマン列伝         | ウルトラマン列伝         | ウルトラマン列伝         | ウルトラマン列伝         | ウルトラマン列伝         | ウルトラマン列伝         | 獣旋バトル モンスーノ     | 獣旋バトル モンスーノ     | 獣旋バトル モンスーノ     | 獣旋バトル モンスーノ     | 獣旋バトル モンスーノ     | 獣旋バトル モンスーノ     | 獣旋バトル モンスーノ    | 獣旋バトル モンスーノ    | 獣旋バトル モンスーノ    | 獣旋バトル モンスーノ    | 獣旋バトル モンスーノ    | 獣旋バトル モンスーノ    | ガイストクラッシャー       | ガイストクラッシャー       | ガイストクラッシャー       | ガイストクラッシャー       | ガイストクラッシャー       | ガイストクラッシャー       |
| 木 | G                        | G                        | G                        | SKET DANCE               | SKET DANCE               | SKET DANCE               | SKET DANCE               | SKET DANCE               | SKET DANCE               | SKET DANCE               | SKET DANCE               | SKET DANCE               | SKET DANCE               | SKET DANCE               | SKET DANCE               | SKET DANCE               | SKET DANCE               | SKET DANCE               | SKET DANCE               | SKET DANCE               | SKET DANCE               | 金魂→銀魂'（第2期延長戦） | 金魂→銀魂'（第2期延長戦） | 金魂→銀魂'（第2期延長戦） | 金魂→銀魂'（第2期延長戦） | 金魂→銀魂'（第2期延長戦） | 金魂→銀魂'（第2期延長戦） | アイカツ!                | アイカツ!                | アイカツ!                | アイカツ!                | アイカツ!                | アイカツ!                | アイカツ!                  | アイカツ!                  | アイカツ!                  | アイカツ!                  | アイカツ!                  | アイカツ!                  |
| 金 | （サキよみ ジャンBANG!） | （サキよみ ジャンBANG!） | （サキよみ ジャンBANG!） | （サキよみ ジャンBANG!） | （サキよみ ジャンBANG!） | （サキよみ ジャンBANG!） | （サキよみ ジャンBANG!） | （サキよみ ジャンBANG!） | （サキよみ ジャンBANG!） | （サキよみ ジャンBANG!） | （サキよみ ジャンBANG!） | （サキよみ ジャンBANG!） | （サキよみ ジャンBANG!） | （サキよみ ジャンBANG!） | （サキよみ ジャンBANG!） | （サキよみ ジャンBANG!） | （サキよみ ジャンBANG!） | （サキよみ ジャンBANG!） | （サキよみ ジャンBANG!） | （サキよみ ジャンBANG!） | （サキよみ ジャンBANG!） | （サキよみ ジャンBANG!）  | （サキよみ ジャンBANG!）  | （サキよみ ジャンBANG!）  | （サキよみ ジャンBANG!）  | （サキよみ ジャンBANG!）  | （サキよみ ジャンBANG!）  | （サキよみ ジャンBANG!） | （サキよみ ジャンBANG!） | （サキよみ ジャンBANG!） | （サキよみ ジャンBANG!） | （サキよみ ジャンBANG!） | （サキよみ ジャンBANG!） | （サキよみ ジャンBANG!）   | （サキよみ ジャンBANG!）   | （サキよみ ジャンBANG!）   | （サキよみ ジャンBANG!）   | （サキよみ ジャンBANG!）   | （サキよみ ジャンBANG!）   |

- A よりぬき銀魂さん（再放送）
- B ムシブギョー
- C NARUTO -ナルト- SD ロック・リーの青春フルパワー忍伝
- D NARUTO -ナルト- SD ロック・リーの青春フルパワー忍伝 もういっちょ
- E 遊☆戯☆王5D's
- F もう一度! 遊☆戯☆王ZEXAL（再放送）
- G ソウルイーター リピートショー（再放送）

## 備考
『アニメ530』枠開設以前・以降にも、テレビ東京の平日及び土日夕方5時台付近にて放映されたアニメ作品が存在する（日曜夕方に関しては、テレビ東京系列日曜夕方のアニメ枠を参照）。
月曜日夕方5時枠
- どんどんドメルとロン（1988年10月3日 - 1989年3月27日）
- 小さなアヒルの大きな愛の物語 あひるのクワック（1989年4月3日 - 1990年3月26日）

水曜日夕方5時枠
- ハーメルンのバイオリン弾き（1996年10月2日 - 1997年3月26日）
- スーパーフィッシング グランダー武蔵（1997年4月2日 - 9月24日）

木曜日夕方5時枠
- ピンクパンサー（1995年4月6日 - 7月6日）

木曜日夕方5時25分枠
- カレイドスター（2003年4月3日 - 9月25日、10月4日以降は土曜日朝9時30分枠に移動）
- アソボット戦記五九（再放送。2003年10月2日 - 2004年3月25日、『シブスタ』の開始に伴い途中打ち切り）

金曜日夕方5時枠
- 戦国魔神ゴーショーグン（1981年7月3日 - 9月25日）

※上記のほかにも、1980年代後期 - 1990年代中期にアニメの再放送を行った時期があった。